# Nectria urceolus
Nectria urceolus är en svampart som beskrevs av Speg. 1879. Nectria urceolus ingår i släktet Nectria och familjen Nectriaceae.   Inga underarter finns listade i Catalogue of Life.